# Roca de Malimanya
La Roca de Malimanya és una formació rocosa que assoleix els 1.505,7 metres d'altitud del terme d'Abella de la Conca, a la comarca del Pallars Jussà.
És al sud-est del poble d'Abella de la Conca, davant seu mateix, a l'altra banda del riu d'Abella, en el plegament més meridional de la Serra de Carrànima. És a migdia de les Trilles i del Molí Vell d'Abella, al sud-oest de la Costa del Molí, partida a la qual pertany.
La primera part del topònim és una referència exacta del tipus de topònim de què es tracta. La segona, segons Joan Coromines, pot deure's al prefix mal-, utilitzat per a indicar llocs desavinents o feréstecs, impenetrables, o a un nom propi germànic amb aquesta mateix arrel. Finalment, el darrer fragment del topònim pot ser romànic, del llatí magna (gran).